# Diadumenijan
Diadumenijan (latinsko Marcvs Opellivs Antoninvs Diadvmenianvs Avgvstvs)  je bil sin rimskega cesarja Makrina, ki je od maja 217 do leta 218 vladal kot njegov cezar, leta 218 pa kot avgust, * 14. ali 19. september 208, † 218.
Rojen je bil 14. septembra 208,  po podatkih v Historii Augusti pa 19. septembra 208. Njegova mati je bila cesarica Nonija Celza, ki je omenjena samo v Historii Augusti  in je o njej znan samo njen vladarski naslov. Ob rojstvu je dobil ime Mark Opelij Diadumenijan, kasneje pa so mu dodali še ime Antonin, s katerim so želeli poudariti sorodstvo z družino Marka Avrelija. 
Diadumenijan je vladal zelo malo časa, ker so se leta 218 legije v Siriji uprle in za cesarja razglasile Elagabala. Makrina so po porazu v Antiohiji 8. junija 218 ubili, kmalu za njim pa je umrl tudi  Diadumenijan.